# Cratere Ohnivak
L'Ohnivak è un cratere sulla superficie di Bennu.
Il cratere è dedicato all'omonimo uccello di fuoco presente nelle leggende di varie popolazioni slave.